# Christopher Abbott
Christopher Abbott (Greenwich, Connecticut, 10 de febrero de 1986)es un actor estadounidense, que desde el comienzo de su carrera en televisión y cine en 2008 ha aparecido en episodios de las series Nurse Jackie, Law & Order: Criminal Intent como también un papel regular en Girls durante la temporada de 2012-2013. Entre sus películas están: Martha Marcy May Marlene, Hello I Must Be Going, The Sleepwalker, Pobres criaturas y Wolf Man.

## Biografía y carrera
Fue criado en Greenwich, Connecticut. Se mudó a Nueva York en 2006.
El 4 de abril de 2013, Abbott anunció su despedida de la serie Girls. Se especuló que citó diferencias con la creadora Lena Dunham y la dirección que estaba tomando el programa.
En 2015, protagonizó la película de Josh Mond James White. El papel protagonista en esta cinta independiente, le valió numerosas nominaciones y premios en festivales de cine internacional.
En 2017 apareció en la miniserie de la plataforma Netflix The Sinner, en el papel de Mason Tannetti, marido de la protagonista Cora, interpretada por Jessica Biel.
En 2018 protagonizó la miniserie Catch-22, en el papel de John Yossarian, un bombardero de la Fuerza Aérea de los Estados Unidos en la Segunda Guerra Mundial.
En 2021 coprotagonizó, junto a Jerrod Carmichael, la película A la de tres (On the Count of Three).
En 2024 apareció en la película Kraven el Cazador como el villano principal, El Extranjero.